# Casas del Castañar
Casas del Castañar è un comune spagnolo di 688 abitanti situato nella comunità autonoma dell'Estremadura.